# 科學政治化
把科學政治化即是為了在政治上得益而操縱科學。政府、企業或壓力團體等會通過施加法律或經濟壓力，嘗試影響科學研究的發現和結果，以及此等信息的散播、報導或詮釋。科學的政治化也可能對學術和科學自由有負面影響。歷史上，不同的團體以至個人都曾經通過各種手法和行動，無視科學共識地去提倡和促進他們的利益，以及試圖操控公共政策。
1950年代中期起，科學界對吸煙會引發肺癌已經有共識，但煙草業同時在公眾面前及科學界裏大力反駁。
煙草公司資助的智庫及遊說團體發起宣傳活動，保證吸煙是健康的，又在醫學期刊登廣告，並研究其他可能引發肺癌的原因，例如空氣污染、石棉、以至養鳥類作寵物。他們否定煙草對健康的影響已經有結論的說法，並要求進行更多研究，藉以推遲煙草管制的施行。
科學的政治化、科學的政治，是多個學術領域的其中一個研究題目，最主要的包括科学技术研究、科學歷史、政治科學，以及科學、科技及社會的社會學。近幾十年，這些領域的學者對科學和科技形成的過程作了愈多愈多的檢視和研究。由科學社會研究學會出版的評論刊物《The Handbook of Science & Technology Studies》（1995, 2008）結集了一些關於這議題的學術文章。該學會亦設有一個瑞秋卡森獎，每年頒發給有關於科學政治的書籍。

## 外部連結
- Politics & Science: Investigating the Bush Administration's Promotion of Ideology Over Science. 美國參議員Henry Waxman和政府改革委員的網頁。
- Scientific Integrity in Policy Making: Investigation of the Bush administration's abuse of science 科學家關注聯盟 (2004).
- 科學誠信 （页面存档备份，存于）：太平洋研究所的倡議。
- Science vs. politics gets down and dirty （页面存档备份，存于） - 今日美國
- Politicized Science: Science as Public Relations （页面存档备份，存于） 美國雜誌《Skeptic》 (2004).
- Bowen, Mark. . New York: Dutton. 2008. ISBN 978-0-525-95014-1.

## 伸延閱讀
- Shawn Lawrence Otto（英语：Shawn Lawrence Otto） Fool Me Twice: Fighting The Assault On Science In America Rodale Books (2011) ISBN 978-1-60529-217-5